# Cykl przemysłowy (archeologia)
Cykl przemysłowy – w starszej literaturze archeologicznej termin będący rozszerzeniem pojęcia przemysł. Odnosił się do starszej epoki kamienia, gdzie podstawą wydzielenia jednostek kulturowych jest zazwyczaj jedna kategoria zabytków - narzędzia kamienne. Zakładał podobieństwo typologiczne i zróżnicowanie chronologiczne. 